# Gymnocalycium striglianum
Gymnocalycium striglianum ist eine Pflanzenart in der Gattung Gymnocalycium aus der Familie der Kakteengewächse (Cactaceae). Das Artepitheton striglianum ehrt den österreichischen Kakteenliebhaber Franz Strigl (* 1937).

## Beschreibung
Gymnocalycium striglianum wächst einzeln mit blaugrünen bis braunen bis schwärzlich grünen, glauken, abgeflacht kugelförmigen Trieben und erreicht bei Durchmessern von 4 bis 8 Zentimetern Wuchshöhen von 3 bis 5 Zentimeter. Es sind acht bis zwölf Rippen vorhanden. Die drei bis fünf Dornen sind schwärzlich braun und manchmal etwas heller gespitzt. Sie liegen an der Trieboberfläche an oder stehen ab. Die Dornen sind bis zu 1,5 Zentimeter lang.
Die schlank trichterförmigen, cremeweißen Blüten sind rosafarben überhaucht. Sie erreichen eine Länge von bis zu 5 Zentimeter (selten bis 8,5 Zentimeter) und einen Durchmesser von 4 Zentimeter (selten bis 7,5 Zentimeter). Die graugrünen, spindelförmigen Früchte werden bis zu 4 Zentimeter lang und weisen einen Durchmesser von 1 Zentimeter auf.

## Verbreitung, Systematik und Gefährdung
Gymnocalycium striglianum ist in den argentinischen Provinzen San Luis und Mendoza in Höhenlagen von 600 bis 1200 Metern verbreitet.
Die ursprüngliche Erstbeschreibung aus dem Jahr 1973 von Walter Jeggle war nach den Regeln des Internationalen Codes der Botanischen Nomenklatur ungültig, da Angaben zum Typus fehlten. Hans Till korrigierte dies 1987.
In der Roten Liste gefährdeter Arten der IUCN wird die Art als „Least Concern (LC)“, d. h. als nicht gefährdet geführt.

## Nachweise